# ラファエル・クルス
ラファエル・P・クルス（Rafael P. Cruz , 1977年5月19日 - ）は、ドミニカ共和国出身の元プロ野球選手（投手）。

## 来歴
1995年12月にテキサス・レンジャーズと捕手として契約しプロ入り。
1998年には傘下ルーキー級ガルフコーストリーグ・レンジャーズで41試合に出場し、打率.233、1本塁打、7打点、1999年は傘下A級サバンナ・サンドナッツで23試合に出場し、打率.065、0本塁打、3打点と、芳しくない成績が続いた。
2000年1月4日にレンジャーズを自由契約となった。
以後2006年まで、各国のプロリーグに所属した記録は見られないが、その間に捕手から投手にコンバートし、2006年の中央アメリカ・カリブ海競技大会に投手として出場している。
2007年に中日ドラゴンズと育成選手として契約し来日。シーズン開幕前は中村紀洋と支配下登録を争う存在として注目を集めていた。開幕後は二軍のクローザーとしてチームの躍進に貢献。1勝10セーブ、防御率0.75の成績を挙げた。6月27日、不調のジョー・バレンタインが解雇され外国人枠が開いたこともあり支配下選手登録された。7月28日のヤクルト戦の6回裏、3-4とリードされた場面で登板し、1回を2奪三振、三者凡退に抑え、翌7回に中日が逆転し初勝利を挙げた。この年は17試合に登板し、防御率2.66の成績を残した。また日本ハムとの日本シリーズにも登板し、チームの53年ぶりの日本一に貢献した。12月26日、1年契約、年俸12万ドルプラス出来高で翌年の契約を更新した。
2008年はセットアッパーとして期待されていたが、3月10日のソフトバンクとのオープン戦に登板中に右ひじを痛めて降板、右ひじ靱帯損傷と診断された。7月11日、シーズン中の復帰は難しいとしてウェーバー公示され、7月17日に自由契約となった。
帰国後は2009年1月6日にアトランタ・ブレーブスと契約。傘下AAA級グウィネット・ブレーブスで8試合に登板し、1勝1敗、防御率0.00の成績を残したが、8月10日に自由契約となった。
以降は2013年/2014年シーズンまで、ドミニカ・ウィンターリーグでプレーしている。

## プレースタイル・人物
どっしりとした体格から投げ込まれる最速156km/hのストレートが武器。変化球は、高速スライダー・スプリットなどを投げる。

## 詳細情報

### 年度別投手成績
| 年 度     | 球 団     | 登 板 | 先 発 | 完 投 | 完 封 | 無 四 球 | 勝 利 | 敗 戦 | セ 丨 ブ | ホ 丨 ル ド | 勝 率 | 打 者 | 投 球 回 | 被 安 打 | 被 本 塁 打 | 与 四 球 | 敬 遠 | 与 死 球 | 奪 三 振 | 暴 投 | ボ 丨 ク | 失 点 | 自 責 点 | 防 御 率 | W H I P |
| --------- | --------- | ----- | ----- | ----- | ----- | -------- | ----- | ----- | -------- | ----------- | ----- | ----- | -------- | -------- | ----------- | -------- | ----- | -------- | -------- | ----- | -------- | ----- | -------- | -------- | ------- |
| 2007      | 中日      | 17    | 0     | 0     | 0     | 0        | 1     | 3     | 0        | 3           | .250  | 81    | 20.1     | 13       | 2           | 6        | 1     | 1        | 18       | 1     | 0        | 7     | 6        | 2.66     | 0.93    |
| 通算：1年 | 通算：1年 | 17    | 0     | 0     | 0     | 0        | 1     | 3     | 0        | 3           | .250  | 81    | 20.1     | 13       | 2           | 6        | 1     | 1        | 18       | 1     | 0        | 7     | 6        | 2.66     | 0.93    |

### 記録
NPB
- 初登板：2007年7月6日、対阪神タイガース7回戦（ナゴヤドーム）、8回表に4番手で救援登板・完了、2回無失点
- 初奪三振：同上、8回表に藤本敦士から空振り三振
- 初ホールド：2007年7月11日、対横浜ベイスターズ11回戦（横浜スタジアム）、6回裏1死に3番手で救援登板、1回2/3を無失点
- 初勝利：2007年7月28日、対東京ヤクルトスワローズ16回戦（明治神宮野球場）、6回裏に2番手で救援登板、1回無失点

### 背番号
- 220（2007年 - 2007年6月26日）
- 94（2007年6月27日 - 2007年11月1日）
- 42（2008年）